# 小菅亘恭
小菅 亘恭（こすが のぶやす、1930年8月21日 - ）は、日本の地方公務員。元愛媛県副知事。

## 来歴・人物
東京都出身。旧制香川県立三豊中学校、中央大学法学部卒業。
1954年（昭和29年）愛媛県入庁。1980年（昭和55年）総務部財政課長、1982年（昭和57年）総務部次長、1983年（昭和58年）商工労働部長を歴任。出納長を経て愛媛県副知事に就任。